# Kovaški Vrh
Kovaški Vrh – wieś w Słowenii, w gminie Oplotnica. W 2018 roku liczyła 48 mieszkańców.